# Sielec (Jędrzejów)
Pour les articles homonymes, voir Sielec.
Sielec est une localité polonaise de la gmina de Wodzisław, située dans le powiat de Jędrzejów en voïvodie de Sainte-Croix.